# Oberbruck
Oberbruck is een gemeente in het Franse departement Haut-Rhin in de regio regio Grand Est. De gemeente telde 390 inwoners op 1 januari 2022.

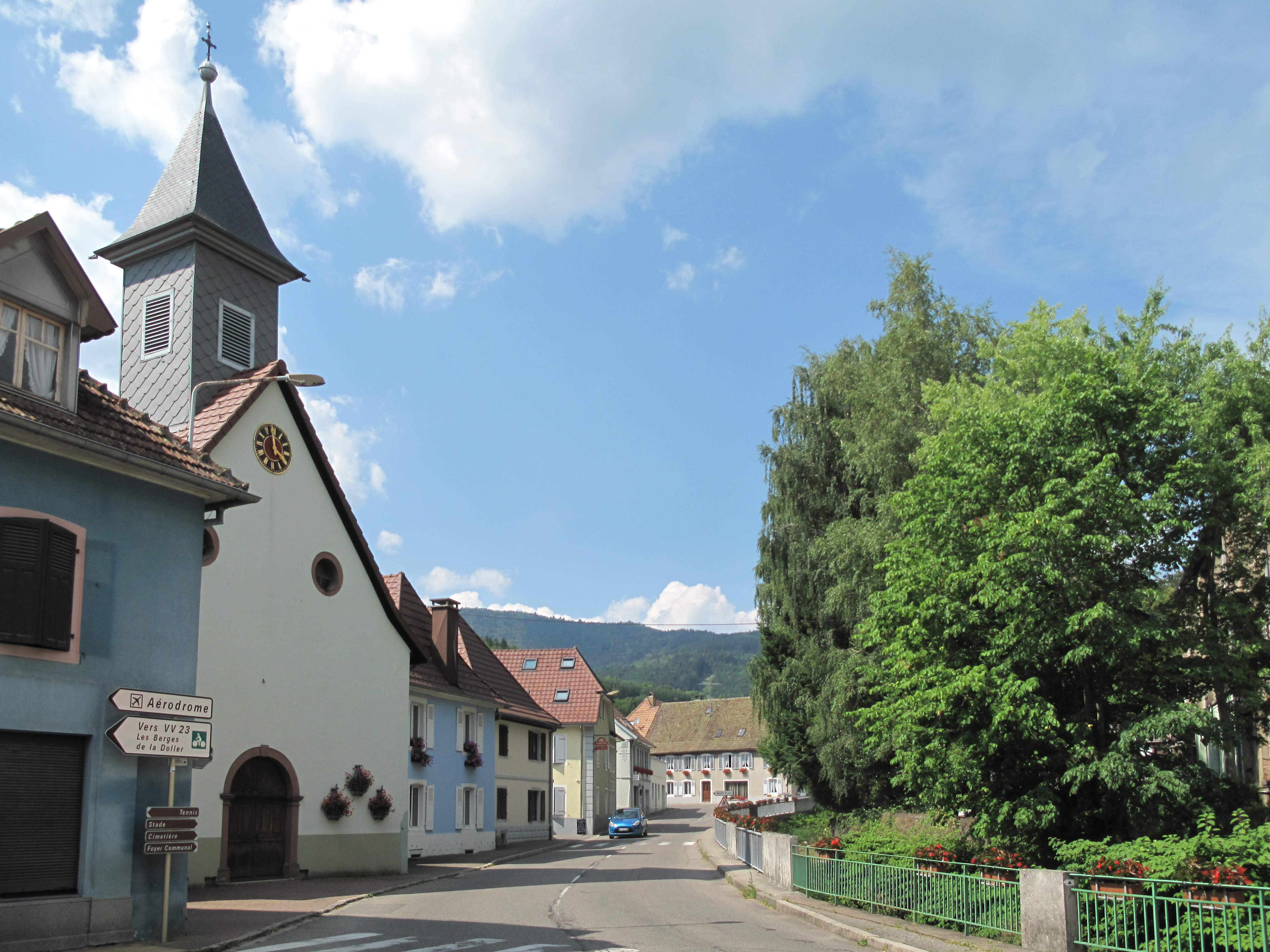
Oberbruck, kerk: Saint-Antoine-de-Padoue

## Geschiedenis
De gemeente maakte deel uit van het arrondissement Thann tot het op 1 januari 2015 fuseerde met het arrondissement Guebwiller tot het arrondissement Thann-Guebwiller.

## Geografie
De oppervlakte van Oberbruck bedraagt 4,3 vierkante kilometer; Op 1 januari 2022 was de bevolkingsdichtheid 90,7 inwoners per km².
De onderstaande kaart toont de ligging van Oberbruck met de belangrijkste infrastructuur en aangrenzende gemeenten.

## Demografie
Onderstaande figuur toont het verloop van het inwonertal.
Altenach · Ballersdorf · Balschwiller · Bellemagny · Bernwiller · Bourbach-le-Haut · Bréchaumont · Bretten · Buethwiller · Burnhaupt-le-Bas · Burnhaupt-le-Haut · Chavannes-sur-l'Étang · Dannemarie · Diefmatten · Dolleren · Eglingen · Elbach · Éteimbes · Falkwiller · Friesen · Fulleren · Gildwiller · Gommersdorf · Guevenatten · Guewenheim · Hagenbach · Le Haut Soultzbach · Hecken · Hindlingen · Kirchberg · Largitzen · Lauw · Magny · Manspach · Mertzen · Masevaux-Niederbruck · Montreux-Jeune · Montreux-Vieux · Mooslargue · Oberbruck · Pfetterhouse · Retzwiller · Rimbach-près-Masevaux · Romagny · Saint-Cosme · Saint-Ulrich · Sentheim · Seppois-le-Bas · Seppois-le-Haut · Sewen · Sickert · Soppe-le-Bas · Sternenberg · Strueth · Traubach-le-Bas · Traubach-le-Haut · Ueberstrass · Valdieu-Lutran · Wegscheid · Wolfersdorf